# Football Club Bassano 1903
El Football Club Bassano 1903  es un club de fútbol de Italia, con sede en Bassano del Grappa, en Véneto. Fue fundado en 1920 y refundado en varias oportunidades. Compite en la Serie D, cuarta categoría del fútbol italiano.

## Historia
Fue fundado en el año 1920 en la ciudad de Bassano del Grappa con el nombre Unione Sportiva Bassano, donde luego se fusionaron con sus rivales del A.C. Virtus del Centro Juvenil.
En 1996 el club fue adquirido por el empresario Renzo Rosso y cambió el nombre a Bassano Virtus 55 Soccer Team; el número 55 es por el año de nacimiento de Rosso.
El 18 de enero de 2018 el Vicenza Calcio quebró y concluyó la temporada en ejercicio provisorio. El 31 de mayo, el Bassano Virtus 55 ST adquirió los bienes de la antigua entidad en la subasta, cambiando de nombre a L.R. Vicenza Virtus y transfiriendo su sede social a Vicenza.
Luego fue fundado otro club, el Football Club Bassano 1903, que incorporó al A.C.D. Mussolente y se inscribió en la Prima Categoria (7ª división italiana).

## Palmarés

### Torneos interregionales
- Copa Italia de la Serie C (1): 2007-08
- Lega Pro Seconda Divisione (1): 2013-14 (Grupo A)
- Supercopa de la Lega Pro Seconda Divisione (1): 2014
- Serie D (1): 2004-05 (Grupo C)
- Campionato Interregionale (1): 1985-86 (Grupo C)

### Torneos regionales
- Eccellenza Veneto (1): 1996-97 (Grupo A)
- Promozione Veneto (3): 1953-54 (Grupo C), 1982-83 (Grupo A), 2019-20 (Grupo B)
- Seconda Divisione Veneto (1): 1932-33 (Grupo A)
- Prima Categoria Veneto (3): 1969-70 (Grupo B), 1978-79 (Grupo A), 2018-19 (Grupo F)
- Terza Divisione Veneto (1): 1927-28 (Grupo C)
- Quarta Divisione Veneto (2): 1923-24 (Grupo D), 1924-25 (Grupo D)